# 板井昭浩
板井 昭浩（いたい あきひろ、1961年（昭和36年）11月26日 - ）は、日本の放送制作スタッフ。朝日放送（現・朝日放送グループホールディングス）のラジオ・ディレクター、テレビ・プロデューサーを経て、役員として番組編成やイベント事業に携わる。

## 来歴
神戸市垂水区出身。兵庫県立北須磨高等学校卒業。1984年、関西学院大学の文学部独文科を卒業後、朝日放送に入社。採用されたことに関して、本人は入社試験の小論文で「デヴィッド・ボウイの事について述べたのが功を奏したのではないか」と述懐している。同期入社にアナウンサーの三代澤康司、松原宏樹がいる。
『誠のサイキック青年団』『ABCアシッド映画館』（ABCラジオ）で番組発足当初より、ディレクターを担当しながら、パーソナリティとして出演した。テレビ制作部門に異動となったのを機にラジオ番組の出演を止めて、テレビ番組の制作に専念する。
後に編成本部へ異動。ABCテレビの漫才特番『M-1グランプリ』の制作に携わった。その後は編成局 企画戦略部次長を経て、2010年11月1日より総合ビジネス局イベント事業部長。
2022年3月31日付で朝日放送を定年退職。現在は嘱託として、同局のイベント事業部に在籍している。

## 人物
独身。身長165cm。
『誠のサイキック青年団』内で「2万円を出せば何でも喋る」という触れ込みで「D万（デーマン）野郎」と呼ばれていた。『ABCアシッド映画館』では名を伏せて、「ぼんちゃん」の名で出演した。
国内外の音楽に造詣が深く、自身も趣味でバンド活動をしていた時期があった。『誠のサイキック青年団』内で「他（の番組）では掛からない、掛けたくない」という「今週の一曲」の選曲を行っていた。邦楽は岡村靖幸、電気グルーヴを好んでいる。
雑誌『テレビブロス』にコラムを連載していたことがある。

## 担当番組

### ABCラジオ
- 誠のサイキック青年団 - ディレクター兼パーソナリティ
- ABCラジオシティ - ディレクター
- ABCラジオパラダイス - ディレクター
- ABCアシッド映画館 - ディレクター兼パーソナリティ
- 歌はおまかせ小山乃里子です - プロデューサー
- スレッドキングABC - プロデューサー
- ミューパラ特区 - プロデューサー
- 桑原征平粋も甘いも - プロデューサー

### ABCテレビ
- クイズ!紳助くん - ディレクター
- M-1グランプリ 2004～2009 - 編成
- THAT'S ENKA TAINMENT〜ちょっと唄っていいかしら?〜 - プロデューサー
- ホップ!ステップ!シャンプー! - プロデューサー
- 地元応援バラエティ このへん!!トラベラー（ABC版） - プロデューサー
- メモリアル映像館 - プロデューサー
- キラキラ☆プリキュアアラモード - プロデューサー
- HUGっと!プリキュア - プロデューサー[4]
- 美女裁判〜恋愛裁判員制度〜 - チーフプロデューサー
- 浦川＆ナジャのウラのウラまで失礼します　お正月SP　尼崎（2024年1月3日放送）- プロデューサー
- 浦川＆ナジャのウラのウラまで失礼します　万博・エキスポシティ（2024年1月20日放送）- プロデューサー
- 浦川＆ナジャのウラのウラまで失礼します　大正・弁天町編 （2024年3月16日放送）- プロデューサー
- 浦川＆ナジャのウラのウラまで失礼します　SP　駒川編 （2024年7月20日放送）- プロデューサー
- 浦川＆ナジャのウラのウラまで失礼します　お正月SP　天満・天神橋界隈（2025年1月3日放送）- プロデューサー
- 浦川＆ナジャのウラのウラまで失礼します　SP　大阪城界隈編（2025年3月22日放送）- プロデューサー
- 浦川＆ナジャのウラのウラまで失礼します　神戸・港町界隈（2025年7月6日放送）- プロデューサー

## 映画
- 映画 プリキュアドリームスターズ!（2017年、東映） - 企画協力
- 映画 キラキラ☆プリキュアアラモード パリッと!想い出のミルフィーユ!（2017年、東映） - 企画協力[5]
- 映画 プリキュアスーパースターズ!（2018年、東映） - 企画協力

## 著書
- 大東京の勘違い 東京がナンボのもんや!! 東京人は何様のつもりや!!（メタモル出版 1991年）

### 共著
- レッツ! ゲスシネマ（平野秀朗 プラザ 1997年） - 監修
- 『誠のサイキック青年団』関連本（北野誠、竹内義和共著） - 板井の名が主著者として明記されていない物があるが、いずれの書籍も寄稿者として本文中に登場。
  - 明解サイキック讀本 SECRET FILE（プラザ 1989年）
  - 明解サイキック讀本II 真実主義（プラザ 1990年）
  - 明解サイキック讀本III 大濃告 DAIKOIKOKU（プラザ 1991年）
  - 誠のサイキック青年団（ワニマガジン社 1993年）
  - 明解サイキック讀本IV サイキッカー（プラザ 1996年）
  - コン哲 サイキッカー外伝 コンプレックス哲学（プラザ 1997年） - 上記 2人に加え、平井浩一との共著
  - サイキック10年ファイル 1988 - 1998（プラザ 1998年）
  - コン哲2 サイキッカー外伝 コンプレックス哲学（プラザ 2000年） - クレジットなし
  - 聖戦 サイキック15thアニバーサリー（文藝春秋 2003年）
  - 16年目のサイキック讀本（青心社 2005年） - 「北野誠・竹内義和と愉快な仲間たち」名義

## 関連人物
- 北野誠
- 竹内義和
- 平野秀朗
- 鳥居睦子
- 山本正勝